# Jean-Marie Pelt
Pour les articles homonymes, voir Pelt.
Jean-Marie Pelt, né le 24 octobre 1933 à Thionville en Moselle et mort le 23 décembre 2015 à Vantoux, est un biologiste, pharmacien, botaniste, écologiste, homme politique, écrivain et chroniqueur radio français, professeur agrégé puis professeur honoraire des universités en biologie végétale et pharmacognosie. Il fut adjoint au maire de Metz, ville où il présidait l’Institut européen d’écologie, une association de recherche et de promotion de l'écologie, notamment en milieu urbain.

## Biographie
Jean-Marie Pelt naît le 24 octobre 1933 à Thionville. C’est à Rodemack, un petit village médiéval de Moselle où il passe son enfance, que naît son amour des plantes.

### Carrière universitaire
Jean-Marie Pelt est docteur en pharmacie en 1959, il complète sa formation à la faculté des sciences par un diplôme en biologie, puis commence en 1962 une carrière de professeur de botanique, de biologie végétale, de matière médicale et de cryptogamie à la faculté de pharmacie de Nancy. Il enseigne ensuite à partir de 1972 la botanique et la physiologie végétale à la faculté des sciences de l’université de Metz.
Il effectue de nombreuses missions scientifiques à l’étranger. Durant l’été 1967 il voyage pour l’Office de la recherche scientifique et technique outre-mer (ORSTOM) à Lomé au Togo où il participe à une étude des pharmacopées traditionnelles. Il est envoyé également en Afghanistan en 1964 et 1967 par le ministère des Affaires étrangères et le CNRS et consacre de nombreuses publications scientifiques à l'écologie végétale et aux pharmacopées traditionnelles de ce pays.
Il a été président d’honneur de la Société française d'ethnopharmacologie et professeur honoraire de l’université Paul-Verlaine (Metz).
Il meurt le 23 décembre 2015 à Vantoux à l'hôpital Robert-Schuman,.

### Convictions et engagements

#### Pour sa commune
Entre 1971 et 1983, il est membre du conseil municipal de la ville de Metz et occupe le poste de maire-adjoint. Il joue un rôle dans la sauvegarde du centre historique de la ville. En plein accord avec Jean-Marie Rausch, le maire de l'époque, on lui doit le plan d'eau, l'affectation du cloître Saint-Clément à la région Lorraine, la restauration du cloître des Récollets, de l'église Saint-Pierre-aux-Nonnains, du musée de la Cour d'Or et enfin la restauration des quartiers des Roches, des Piques et des Tanneurs.

#### En faveur de l'environnement

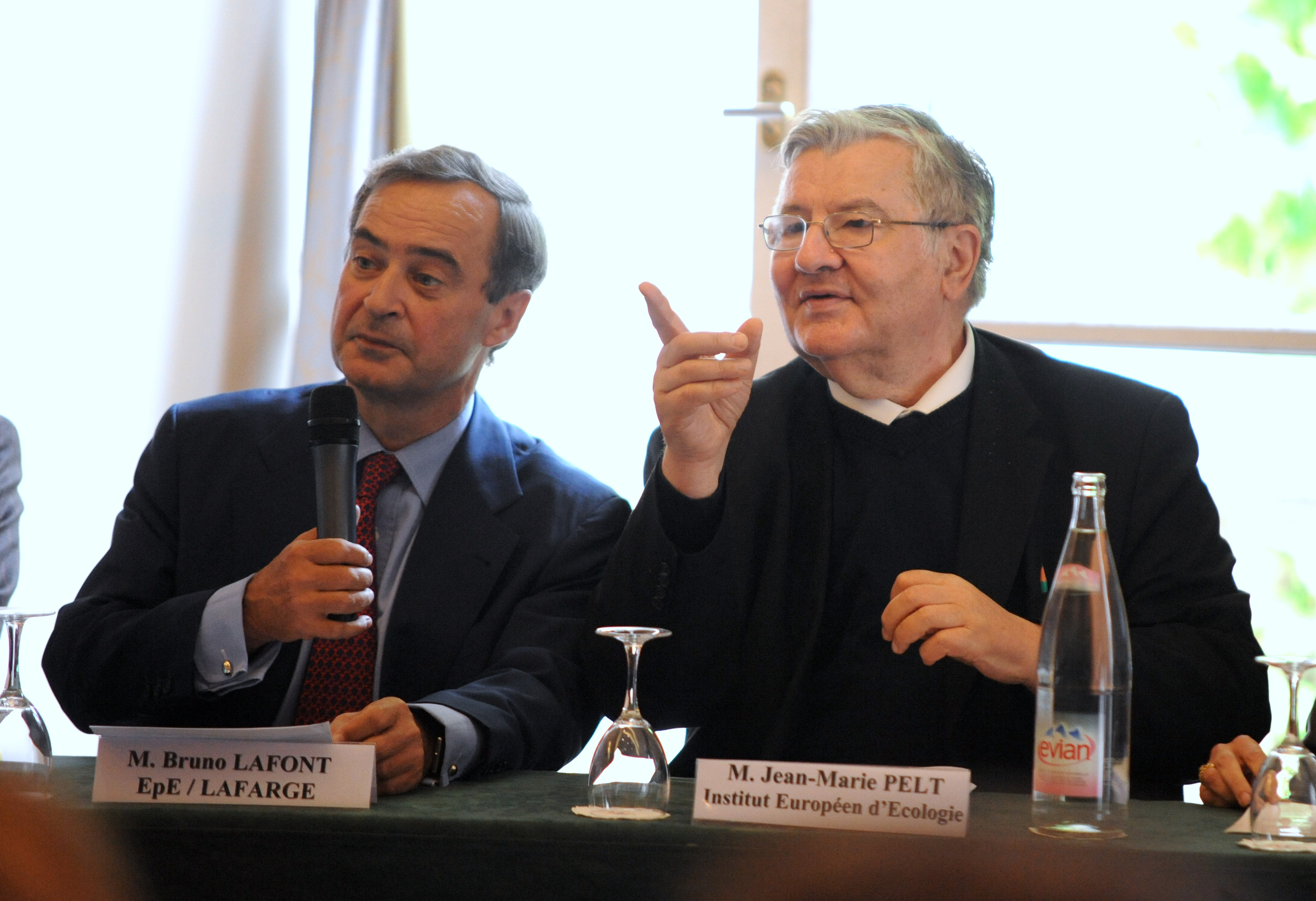
Bruno Lafont et Jean-Marie Pelt, le 14 juin 2010 à Paris.

L'environnement le préoccupe depuis longtemps[Quand ?]. Il fonde en 1971, à Metz, l’Institut européen d’écologie, qu’il préside jusqu'à sa mort. Il affirme dès 1977 dans son livre L’Homme re-naturé : « Il paraît chaque jour plus évident que la croissance économique ne se poursuit qu’au prix d’une décroissance écologique, tout comme une tumeur cancéreuse ne s’alimente qu’au détriment de l’organisme qu’elle épuise : dans les deux cas, le bilan final est désastreux ».
Il s’oppose aux organismes génétiquement modifiés (OGM) et cofonde en 1999 avec Corinne Lepage et Gilles-Éric Séralini le Comité de recherche et d'information indépendantes sur le génie génétique (CRIIGEN). Il en est le secrétaire général.

Défenseur de l'agriculture biologique, il est très sollicité par les médias sur les problèmes de sécurité alimentaire ou encore sur l’impact des pesticides sur l'environnement et la santé.

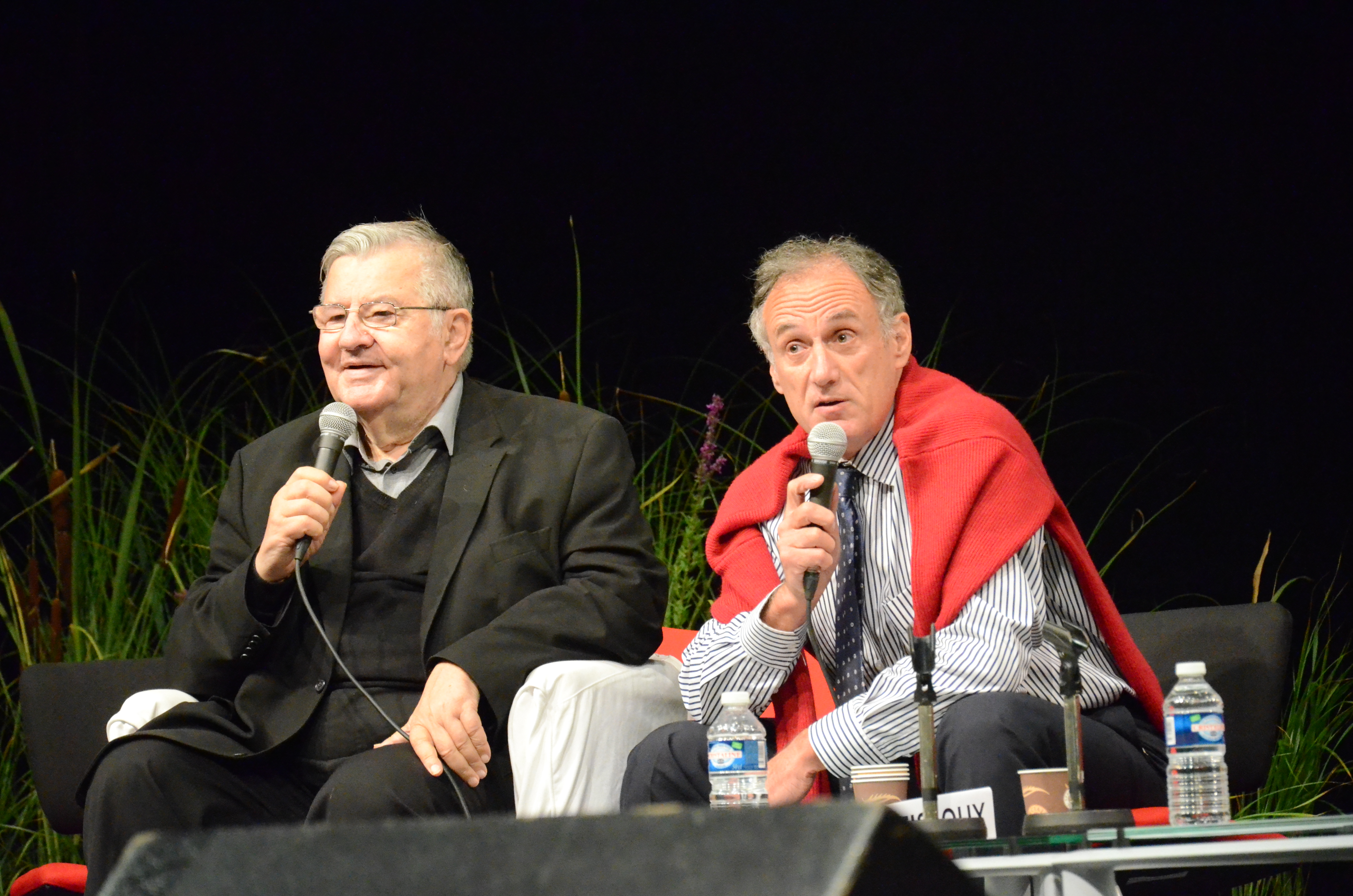
Jean-Marie Pelt était un conférencier régulièrement invité, ici avec Denis Cheissoux (Journaliste, France-Inter) à l'une des tables rondes des Assises nationales de la Biodiversité, à Grande-Synthe en 2012

Jean-Marie Pelt est une personnalité connue du grand public grâce à ses nombreuses émissions et documentaires pour la télévision, comme L'Aventure des plantes, ses interventions à la radio, ses multiples ouvrages, sur l’histoire des plantes, l’évolution, l’écologie, ou encore ses conférences.
Il participe aussi à des conférences, mêlant parfois astronomie et écologie avec d'autres interlocuteurs comme Hubert Reeves.
Par ailleurs, Il préside la Fondation européenne de recherche sur l'éducation et l'écologie de la personne et de ses applications sociales (FEREEPAS, délégué général : Franck Steffan).
Il fut membre du comité scientifique de l’Agence de l’eau Rhin-Meuse et du Comité 21 et ambassadeur bénévole de l'environnement de l'Union européenne. Il fut le parrain du groupe de construction écologique Ecologgia et du projet Frontière de Vie en Amazonie équatorienne.

#### Passion pour l'astronomie

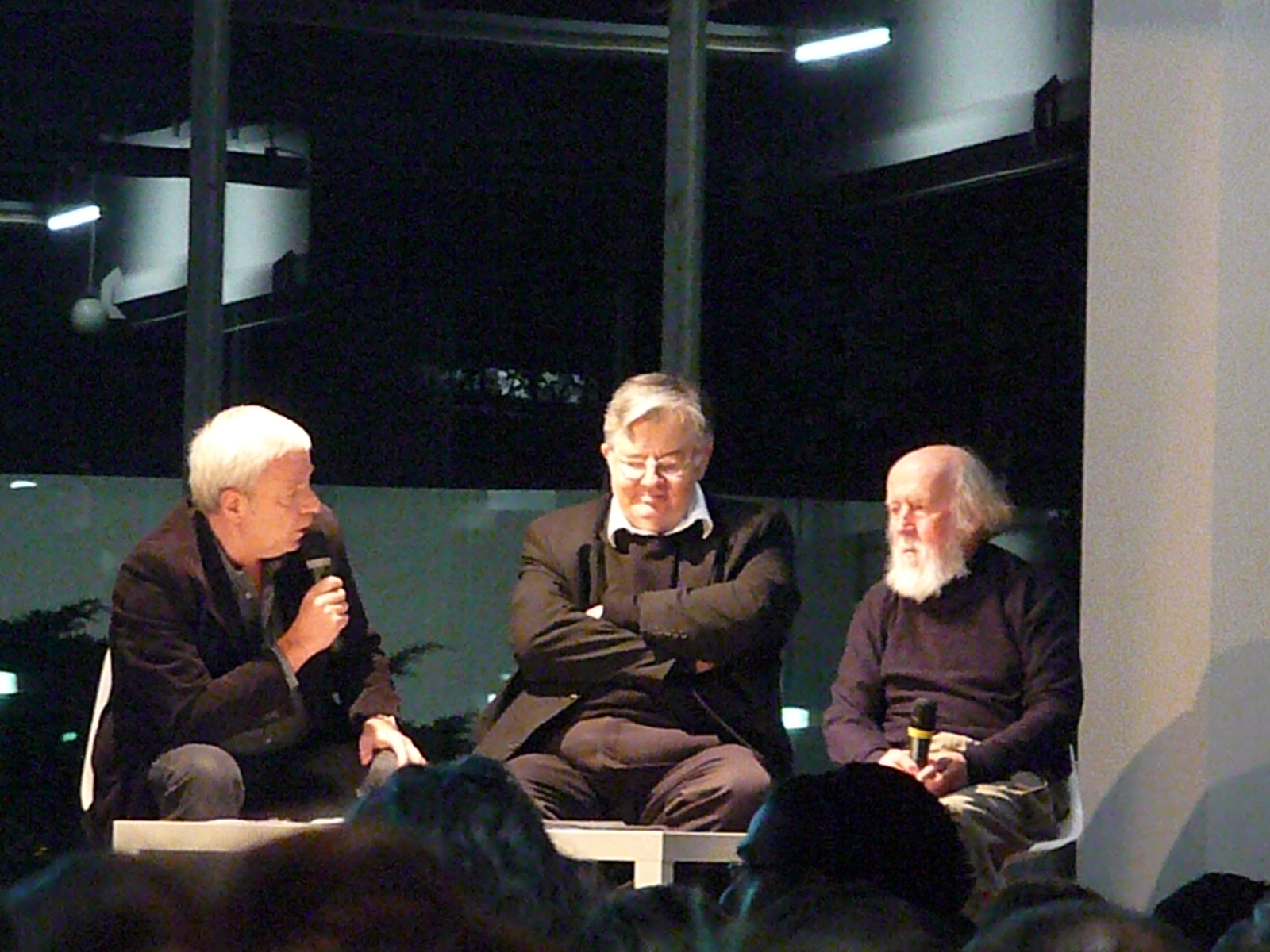
Jean-Marie Pelt (au centre) et Hubert Reeves (à droite) en conférence à Metz le 13 avril 2010

Sa passion pour l'astronomie remonte à son plus jeune âge lorsqu'il observait les étoiles dans le jardin de son grand-père. il écrit dans son ouvrage LHomme re-naturé  avoir été dissuadé de devenir astronome en raison de sa faiblesse en mathématiques. Il utilise ce concept "formant de couples dialectiques exprimant la marche du cosmos" et est honoré lorsque l'astronome Eric Walter Elst baptise sa découverte astéroïdale en 1998, du nom de Jeanmariepelt, nom validé par l'Union Astronomique Internationale en 2008. Son ouvrage "Apprenez aux jeunes à regarder les étoiles" est un moyen de relier les étoiles et la création.

#### Foi, sciences et pseudo-sciences
Petit-neveu de Jean-Baptiste Pelt (1863-1937), 102e évêque de Metz, le catholique Jean-Marie Pelt déplore le fait que l’augmentation de la culture scientifique se traduise par une diminution de la foi et regrette que l’enseignement du darwinisme passe par le postulat de l’athéisme. Il condamne tout autant le créationnisme. Selon lui, science et foi sont deux domaines différents, la première lui permet de comprendre la nature, et sa « foi répond aux questions ultimes ».
Jean-Marie Pelt rejoint en 1956 le parti centriste démocrate-chrétien du MRP (Mouvement républicain populaire). Au sein du parti, il a été fortement influencé dans sa vie, par la personnalité de l'un des « Pères de l'Europe », Robert Schuman. Il fut à partir de cette date, l'ami et le protégé, le collaborateur puis le secrétaire de Robert Schuman jusqu'à son décès en 1963 à Scy-Chazelles en Moselle. Cette partie méconnue de la vie de Jean-Marie Pelt peut se découvrir dans le film réalisé en 1995 pour France 3 Nancy Robert Schuman, le musicien de l'Europe par Pierre De Greef et Malek Kélou. Il écrit dans son livre Heureux les simples : « Il n’est pas interdit à un écologiste botaniste de regarder au-delà de ses horizons scientifiques et professionnels, à une époque où la transdisciplinarité est si à la mode et où pourtant la science n’a jamais été aussi enfermée dans le cloisonnement de ses disciplines ».
Il estime que Le livre de la Genèse ne doit pas être lu comme un texte scientifique, une vérité, mais doit au contraire être considéré comme un mythe fondateur où c'est la morale qui importe.
Il a également apporté son soutien à l'anthroposophie et à l'agriculture biodynamique, une pratique pseudo-scientifique, à travers ses chroniques sur France inter, mais aussi en préfaçant des ouvrages comme le livre de Nicolas Joly, Le vin du ciel à la terre : La viticulture en biodynamie, 2007. Lors de sa création en 2003, il adhère au comité pédagogique des écoles Steiner-Waldorf, dont la pédagogie est fondée sur l'anthroposophie.
Jean-Marie Pelt s'est intéressé aux travaux de Joël Sternheimer lors d'un procès où celui-ci témoigna sur la corrélation entre l'encéphalopathie spongiforme bovine (ESB) et l'éradication du varron. Il qualifie dans une interview[réf. souhaitée] sur YouTube celui-ci de véritable génie, bien que la communauté scientifique considère la génodique (effets prétendus de la musique sur les plantes) comme pseudo-scientifiques.
Pelt est critique des darwiniens, par exemple dans De l'Univers à l'être, il écrit : « Les « mécanismes » (si tant est que ce terme soit approprié) de la vie sont multiples, dialectiques, récurrents, déroutants, parfois même en apparence contradictoires, tant et si bien qu'aucun paradigme ne saurait à lui seul en rendre compte. Telle est sans doute la plus grave faiblesse de nombreux partisans inconditionnels du darwinisme : ils prétendent rendre compte de l'extrême complexité des mécanismes de l'évolution, dont beaucoup nous sont encore inconnus, par une sorte de processus stéréotypé, standard : le jeu simultané des mutations et de la sélection naturelle ».

## Distinctions et honneurs
Il obtient en 1978 le grand prix des lectrices de Elle.
L'Académie française lui remet en 1982 le prix Nicolas-Missarel pour son livre La Médecine par les plantes et en 1984 la médaille d’argent du prix Antoine-Girard pour Drogues et plantes magiques.
En 2006, l’Académie des sciences morales et politiques lui remet le prix Édouard-Bonnefous pour son œuvre consacrée à la défense de l'environnement.
- Officier de la Légion d'honneur (2005).
- Commandeur de l'ordre national du Mérite (1997).

Jean-Marie Pelt a été nommé chevalier de l'ordre national de la Légion d'honneur le 24 mai 1995 et promu officier le 13 juillet 2005, et officier de l'ordre national du Mérite le 11 décembre 1989 et commandeur le 15 novembre 1997.
À l'occasion de ses 80 ans, un colloque sur le thème de l'amitié et de la solidarité est organisé le 24 octobre 2013 à Metz.
Le festival Sciences et Fictions, qui s'est tenu au Conservatoire des ocres et pigments appliqués à Roussillon du 1er au 3 avril 2016, lui rendait hommage : Jean-Marie Pelt était un habituel intervenant de ce Festival, ainsi que plusieurs personnes de son entourage.

## Hommages toponymiques
Un square Jean-Marie-Pelt a été inauguré à Thionville le 17 septembre 2016.

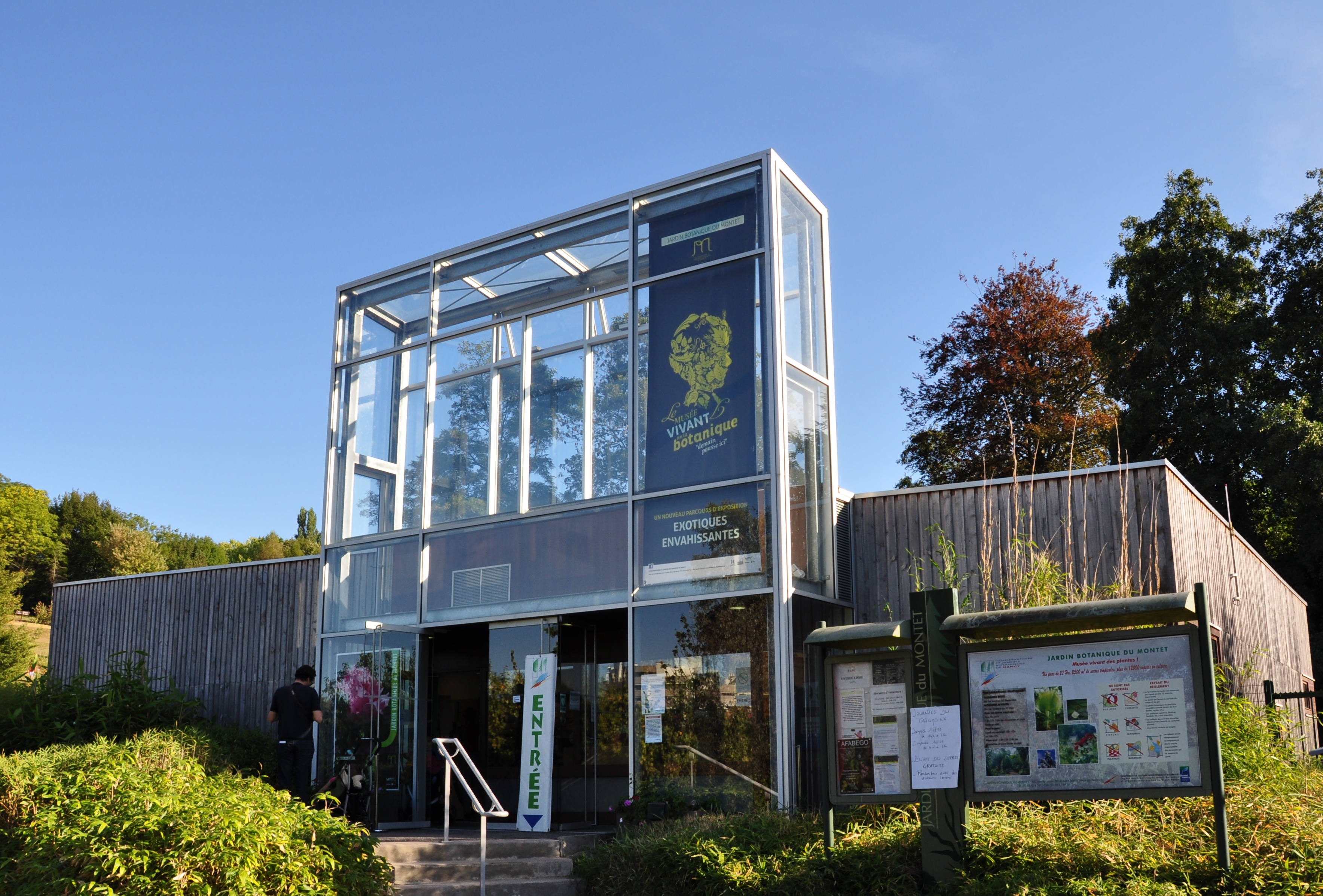
L'entrée du jardin botanique Jean-Marie-Pelt à Villers-les-Nancy.

Le jardin botanique du Montet à Nancy a été rebaptisé jardin botanique Jean-Marie-Pelt à l'occasion de la cérémonie du 23 avril 2016 en son honneur. De même à Metz, le parc de la Seille a été rebaptisé jardins Jean-Marie-Pelt à sa mort.
Le collège comprenant les sites d’Hettange-Grande et de Volmerange-les-Mines ainsi que l’école élémentaire de Rodemack, où il est né, portent son nom.
Une rue de Volmerange-les-Mines porte son nom.
Le musée Jean-Marie Pelt porte son nom. Il se situe à Montoy-Flanville, un village près de Metz.
Une salle amphithéâtre Jean-Marie-Pelt à Biovallée - Le Campus - Ecosite d'Eurre (Val de Drôme) est inaugurée le 18 janvier 2018.
Une rue à son nom a été inaugurée à Metzervisse le 17 avril 2010.
L'Union Astronomique Internationale a validé en août 2008 la désignation d'un astéroïde à son nom, (38019) Jeanmariepelt, "en raison de son engagement pour l'environnement et la planète".

## Publications

### Grand public
- Les Médicaments, collections Microcosme "le Rayon de la science" no 29, Le Seuil, Paris, 1969.
- Évolution et sexualité des plantes éd. Horizons de France, 1970.
- L’Homme re-naturé, éd. Le Seuil 1977, prix européen d'Écologie.
- Les Plantes : amours et civilisations végétales, éd. Fayard, 1980.
- La Médecine par les plantes, éd. Fayard 1981, 1986.
- La Prodigieuse Aventures des plantes, éd. Fayard, 1981.
- Drogues et plantes magiques (Les Drogues, leur histoire, leurs effets -  1971, revu en  1980 puis renommé), éd. Fayard 1983.
- La Vie sociale des plantes, éd. Fayard, 1984.
- Mes plus belles histoires de plantes, éd. Le Seuil, 1986.
- Fleurs, fêtes et saisons, éd. Fayard, 1986.
- Le Piéton de Metz (avec Christian Legay), éd. Serpenoise, 1988.
- Le Tour du monde d’un écologiste, éd. Fayard, 1990.
- Au fond de mon jardin, éd. Fayard, 1992.
- L'Enfant du possible, collectif, Albin Michel, 1992.
- Des légumes, éd. Fayard, 1993.
- Le Monde des plantes, éd. Seuil, coll. « Petit Point », 1993.
- Une leçon de nature, éd. l'Esprit du temps, diffusion PUF, 1993.
- Des fruits, éd. Fayard, 1994.
- Dieu de l’univers, science et foi, éd. Fayard, 1995.
- Paroles de nature, Albin Michel 1995.
- Les Langages secrets de la nature, éd. Fayard, 1996.
- De l’univers à l’être, éd. Fayard, 1996.
- Plantes en péril, éd. Fayard, 1997  (ISBN 2-213-59826-6).
- Le Jardin de l’âme, éd. Fayard, 1998[32].
- Plantes et aliments transgéniques, éd. Fayard, 1998.  (ISBN 978-2213-60148-9).
- La Plus belle histoire des plantes (avec M. Mazoyer, Théodore Monod et J. Giradon, éd. Le Seuil, 1999.
- La Cannelle et le panda : les grands naturalistes explorateurs autour du Monde, éd. Fayard, 1999  (ISBN 978-2213-60466-4).
- La Terre en héritage, éd. Fayard 2000.
- Variations sur les fêtes et les saisons, éd. Le Pommier, 2000.
- À l’écoute des arbres, éd. Albin Michel, 2000.
- La Vie est mon jardin, l'intégrale des entretiens Noms de Dieux d'Edmond Blattchen, Alice, 2000.  (ISBN 978-2930182391)
- Les Nouveaux Remèdes naturels, éd. Fayard, 2001.
- Les Épices, éd. Fayard, 2002.
- L’Avenir droit dans les yeux, éd. Fayard, 2002.
- La Loi de la jungle, éd. Fayard, 2003, en collaboration avec Franck Steffan  (ISBN 978-2213-616575).
- La Solidarité chez les plantes, les animaux, les humains, éd. Fayard, 2004,  (ISBN 978-2253114239).
- Les vertus des plantes, photographies de Peter Lippmann, éd. Chêne, 2004.
- Le Nouveau tour du monde d'un écologiste, éd. Fayard, 2005.
- Ces plantes que l'on mange, éd. Chêne, 2006.
- Après nous le déluge ? coécrit avec Gilles-Éric Séralini, éd. Flammarion / Fayard, 2006.
- Écologie et spiritualité, collectif, Albin Michel, 2006.
- C'est vert et ça marche, avec la collaboration de Franck Steffan, éd. Fayard, 2007.
- La Beauté des fleurs et des plantes décoratives, éd. Chêne, 2007.
- Nature et Spiritualité, éd. Fayard, 2008  (ISBN 978-2253126317).
- Le Monde s'est-il créé tout seul ? éd. Albin Michel, 2008 (avec Albert Jacquard, Trinh Xuan Thuan, Ilya Prigogine et Joël de Rosnay).
- Herbier de fleurs sauvages, éd. Le Chêne, 2009.
- La raison du plus faible, avec la collaboration de Franck Steffan, éd. Fayard, 2009  (ISBN 978-2213636863).
- Petite histoire des plantes : Carnet de bord d'un botaniste engagé, 1 livre - 6 CD, éd. Carnets Nord, 2009.
- Les Dons précieux de la nature, éd. Fayard, 2010  (ISBN 978-2213643212).
- Les Voies du bonheur, éd. de la Martinière, 2010  (ISBN 978-2732441412).
- L'Évolution vue par un Botaniste, éd. Fayard, 2011  (ISBN 978-2213655420).
- Un nouveau monde en marche, éd. Yves Michel, 2012, de Laurent Muratet et Étienne Godinot. Collectif avec entre autres Akhenaton, Christophe André, Stéphane Hessel (préface), Pierre Rabhi, Matthieu Ricard, Jean Ziegler.
- Heureux les simples, éd. Flammarion, 2011  (ISBN 978-2081261006).
- Cessons de tuer la terre pour nourrir l'homme ! : Pour en finir avec les pesticides, avec la collaboration de Franck Steffan, éd. Fayard, 2012  (ISBN 978-2-213-66310-4).
- Héros d'humanité, éd. Flammarion, 2013  (ISBN 978-2081282865).
- Carnets de voyage d'un botaniste, avec la collaboration de Franck Steffan, éd. Fayard, 2013  (ISBN 978-2-213-67171-0).
- Le monde a-t-il un sens ? avec Pierre Rabhi, éd. Flammarion, 2014  (ISBN 978-2-213-68186-3).
- Légumes d'ailleurs et d'autrefois, avec la collaboration de Franck Steffan, éd. Fayard, 2015  (ISBN 978-2-213-68093-4).
- Les voies du bonheur, éd. Fayard, 2015  (ISBN 978-2-213-69389-7).

### Scientifiques
- (en) Jacques Fleurentin et Jean-Marie Pelt, « Repertory of drugs and medicinal plants of Yemen », Journal of Ethnopharmacology, vol. 6, no 1,‎ juillet 1982, p. 85-108 (DOI 10.1016/0378-8741(82)90073-3).
- (en) Jacques Fleurentin, Guy Mazars et Jean-Marie Pelt, « Cultural background of the medicinal plants of Yemen », Journal of Ethnopharmacology, vol. 7, no 2,‎ mars 1983, p. 183-203 (DOI 10.1016/0378-8741(83)90020-X).
- (en) Chafique Younos, Jacques Fleurentin, Dominique Notter, Guy Mazars, François Mortier et Jean-Marie Pelt, « Repertory of drugs and medicinal plants used in traditional medicine of Afghanistan », Journal of Ethnopharmacology, vol. 20, no 3,‎ août 1987, p. 245-290 (DOI 10.1016/0378-8741(87)90052-3).
- (en) Annette Lexa, Jacques Fleurentin, Paul R. Lehr, François Mortier, Marc Pruvost et Jean-Marie Pelt, « Choleretic and Hepatoprotective Properties of Eupatorium cannabinum in the Rat », Planta Medica, vol. 55, no 2,‎ 1989, p. 127-132 (DOI 10.1055/s-2006-961904).
- (en) Rachid Soulimani, Jacques Fleurentin, François Mortier, René Misslin, Guy Derrieu et Jean-Marie Pelt, « Neurotropic Action of the Hydroalcoholic Extract of Melissa officinalis in the Mouse », Planta Medica, vol. 57, no 2,‎ 1991, p. 105-109 (DOI 10.1055/s-2006-960042).
- (en) Marie-Claire Lanhers, Michel Joyeux, Rachid Soulimani, Jacques Fleurentin, Michèle Sayag, François Mortier, Chafique Younos et Jean-Marie Pelt, « Hepatoprotective and Anti-Inflammatory Effects of a Traditional Medicinal Plant of Chile, Peumus boldus », Planta Medica, vol. 57, no 2,‎ 1991, p. 110-115 (DOI 10.1055/s-2006-960043).
- (en) Alain Rolland, Jacques Fleurentin, Marie-Claire Lanhers, Chafique Younos, René Misslin, François Mortier et Jean-Marie Pelt, « Behavioural Effects of the American Traditional Plant Eschscholzia californica : Sedative and Anxiolytic Properties », Planta Medica, vol. 57, no 3,‎ 1991, p. 212-216 (DOI 10.1055/s-2006-960076).
- (en) Marie-Claire Lanhers, Jacques Fleurentin, Pierre Dorfman, François Mortier et Jean-Marie Pelt, « Analgesic, Antipyretic and Anti-Inflammatory Properties of Euphorbia hirta », Planta Medica, vol. 57, no 3,‎ 1991, p. 225-231 (DOI 10.1055/s-2006-960079).

## Émissions télévisées
- L’Aventure des plantes 1, TF1, 1982 (il s’agit d'une adaptation très large, écrite et réalisée par Jean-Pierre Cuny, du livre intitulé Évolution et sexualité des plantes, 1970, de Jean-Marie Pelt. De ce fait, celui-ci est désigné comme co-auteur de la série mais il n'a pas participé à l’écriture de la série) et sa suite L’Aventure des plantes 2 (TF1, 1986)

Ces deux séries sont disponibles sur le site internet de l’Ina.
- Apostrophes de Bernard Pivot, A2, 1990.
- Des plantes et des hommes, Arte, 1993, 1994.
- La Preuve par cinq, La 5, CNDP, novembre 1995.
- Noms de Dieux, entretien avec Edmond Blattchen, RTBF, 1999.
- Passion terre, France 3 Lorraine, 2002.
- Traversée des jardins, France 3 Nord-Pas-de-Calais-Picardie 1995, Planète 1996.
- Le Goût du bonheur. Fruits et légumes, France 5, 2001.
- Trois Minutes pour changer le Monde, TerreTV 1995.
- La Planète végétale racontée aux enfants, TerreTV, 2005.
- Jean-Marie Pelt, l'homme-fleur, TerreTV 1996.

## Émissions de radio
- Les Plantes médicinales (France Inter, 1981).
- Histoires de plantes (France Inter, 1985-1987).
- Chroniques écologiques (RTL, 1990-1992).
- Nous n’avons qu’une terre (Radio France internationale, 1995-1996).
- Hexagonale Poursuite - chronique (France Inter, 1996-2000).
- Chassé croisé - chronique (France Inter, à partir de septembre 2000).
- CO2 mon amour - chronique (France Inter, depuis septembre 2002).